# Francisco Alarcón
Francisco Arturo Alarcón Cruz (Santiago del Cile, 25 febbraio 1990) è un calciatore cileno, difensore del Dep. Recoleta.